# Ponte d’Augusto (Rimini)
Die Ponte d’Augusto oder Pons Augustus (auch Ponte di Tiberio) ist eine Römerbrücke über den alten Teil der Marecchia in Rimini (Italien). 
Die Arbeiten an der steinernen Bogenbrücke begannen unter Augustus und endeten unter seinem Nachfolger Tiberius im Jahr 20 n. Chr. Die rund 62 m lange und 8,6 m breite Brücke hat fünf Rundbögen mit unterschiedlichen Spannweiten von 7,14 m bis 8,17 m und sehr massiven Pfeilern, woraus sich Feldlängen bis zu 10,6 m ergeben. Die Brücke ist mit Marmor verkleidet und an den Pfeilern mit Blindfenstern verziert.
Die Brücke wurde von Andrea Palladio in seinen 1570 in Venedig erschienenen I quattro libri dell’architettura beschrieben und nicht exakt abgebildet, so sind dessen Pfeiler deutlich schmäler und höher als beim Original. Das Werk wurde 1715 von dem in England arbeitenden Giacomo Leoni vollständig ins Englische übersetzt. Palladios  Abbildung diente dem irischen Brückenbauer George Smith als Vorlage für den Entwurf der 1766 eröffneten Green’s Bridge in Kilkenny, Irland.